# Mateu Figuerola

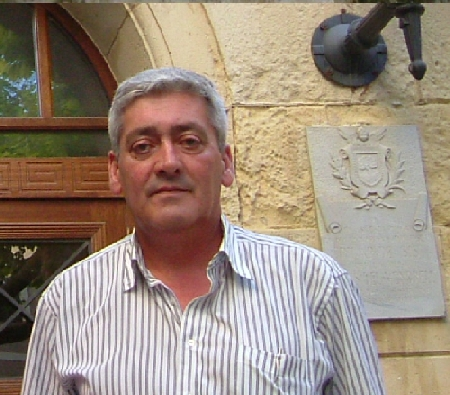
Mateu Figuerola i Niubó

Mateu Figuerola i Niubó (Bellpuig, Cataluña, 1955) es un político ultraderechista de Cataluña, fundador y presidente del partido político Partit per Catalunya. 
Desde mayo de 2003 es concejal del Ayuntamiento de Cervera.
Perteneció a AP entre 1979 y 1997, ya como PP. Poco después ingresó en la UDC de Duran i Lleida, hasta que abandonó la formación en el 2002. En el 2003 fue detenido, juzgado y condenado por intentar quemar la mezquita de Cervera. La pena se limitó a 25 euros de multa. El 2007, Figuerola protagonizó una escisión de PxC, que dio lugar a la creación del Partit per Catalunya (PxCat)
En febrero de 2010, el Partit per Catalunya hace público que se presentará a las elecciones del Parlamento de Cataluña y que Mateu Figuerola será el candidato por Barcelona.